# 中90線
中90線 豐原－石岡，是位於臺中市的一條鄉道，西起臺中市豐原區豐原，東至石岡區金星面，全長10.570公里。

## 路線說明
臺中市
- 豐原區：豐原0.0k（起點， 台3線岔路）→ 水源路 → 坪頂巷 → 公老坪頂 →

- 石岡區：下坑巷 → 金星面（終點， 中91線岔路）

## 沿線景點、設施
- 豐原中正公園
- 豐原高爾夫球場

## 交會重要道路
- 台3線
- 中91線（可通往石岡、仙塘坪）